# Gyttjestrandlöpare
Gyttjestrandlöpare (Bembidion varium) är en skalbaggsart som först beskrevs av Olivier 1795.  Gyttjestrandlöpare ingår i släktet Bembidion, och familjen jordlöpare. Arten är reproducerande i Sverige.

## Bildgalleri

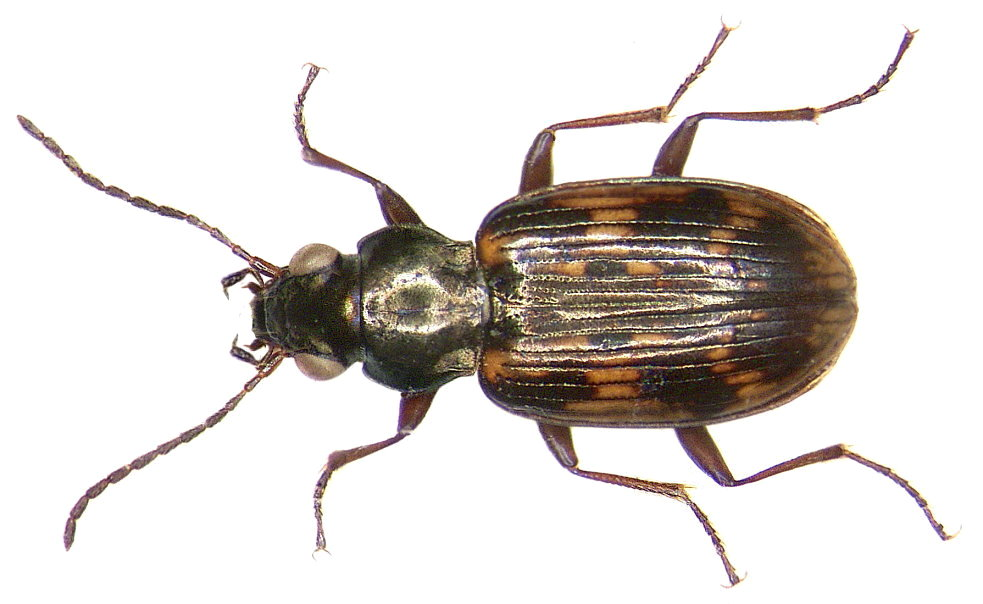
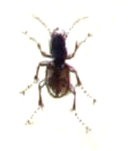
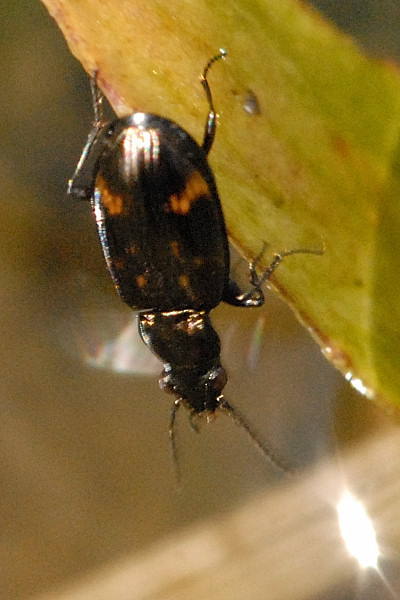